# Разъезд 241 км
Разъезд 241 км — платформа Витебского направления Октябрьской железной дороги.
Расположена рядом с посёлком Лисьи Горки, в Дновском районе Псковской области. Имеется одна платформа, расположенная с правой стороны пути. На платформе имеют остановку все проходящие через неё пригородные поезда. Кассы отсутствуют.

## Путевое развитие
Путевое развитие включает в себя два пути на железобетонных шпалах.

## Расписание поездов по разъезду 241 км

### Расписание пригородных поездов на 2020 год
| Поезд        | Время прибытия | Стоянка (мин) | Время отправления |
| ------------ | -------------- | ------------- | ----------------- |
| Оредеж — Дно | 12:37          | 1             | 12:38             |
| Дно — Оредеж | 16:36          | 14            | 16:50             |